# Villers-Bocage, Calvados
Villers-Bocage là một xã ở tỉnh Calvados, thuộc vùng Normandie ở tây bắc nước Pháp.

## Dân số
| 1954                                                            | 1962 | 1968 | 1975 | 1982 | 1990 | 1999 |
| --------------------------------------------------------------- | ---- | ---- | ---- | ---- | ---- | ---- |
| 1 431                                                           | 1825 | 1985 | 2317 | 2623 | 2845 | 2904 |
| Nombre retenu à partir de 1962: Population sans doubles comptes |      |      |      |      |      |      |